# 2018 год
2018 (две ты́сячи восемна́дцатый) год  по григорианскому календарю — невисокосный год, начинающийся в понедельник. Это 2018 год нашей эры, 8‑й год 2‑го десятилетия XXI века 3‑го тысячелетия, 9‑й год 2010‑х годов. Он закончился 7 лет назад.
| Пн | Вт | Ср | Чт | Пт | Сб | Вс |
| 1  | 2  | 3  | 4  | 5  | 6  | 7  |
| 8  | 9  | 10 | 11 | 12 | 13 | 14 |
| 15 | 16 | 17 | 18 | 19 | 20 | 21 |
| 22 | 23 | 24 | 25 | 26 | 27 | 28 |
| 29 | 30 | 31 |    |    |    |    |

| Пн | Вт | Ср | Чт | Пт | Сб | Вс |
|    |    |    | 1  | 2  | 3  | 4  |
| 5  | 6  | 7  | 8  | 9  | 10 | 11 |
| 12 | 13 | 14 | 15 | 16 | 17 | 18 |
| 19 | 20 | 21 | 22 | 23 | 24 | 25 |
| 26 | 27 | 28 |    |    |    |    |

| Пн | Вт | Ср | Чт | Пт | Сб | Вс |
|    |    |    | 1  | 2  | 3  | 4  |
| 5  | 6  | 7  | 8  | 9  | 10 | 11 |
| 12 | 13 | 14 | 15 | 16 | 17 | 18 |
| 19 | 20 | 21 | 22 | 23 | 24 | 25 |
| 26 | 27 | 28 | 29 | 30 | 31 |    |

| Пн | Вт | Ср | Чт | Пт | Сб | Вс |
|    |    |    |    |    |    | 1  |
| 2  | 3  | 4  | 5  | 6  | 7  | 8  |
| 9  | 10 | 11 | 12 | 13 | 14 | 15 |
| 16 | 17 | 18 | 19 | 20 | 21 | 22 |
| 23 | 24 | 25 | 26 | 27 | 28 | 29 |
| 30 |    |    |    |    |    |    |

| Пн | Вт | Ср | Чт | Пт | Сб | Вс |
|    | 1  | 2  | 3  | 4  | 5  | 6  |
| 7  | 8  | 9  | 10 | 11 | 12 | 13 |
| 14 | 15 | 16 | 17 | 18 | 19 | 20 |
| 21 | 22 | 23 | 24 | 25 | 26 | 27 |
| 28 | 29 | 30 | 31 |    |    |    |

| Пн | Вт | Ср | Чт | Пт | Сб | Вс |
|    |    |    |    | 1  | 2  | 3  |
| 4  | 5  | 6  | 7  | 8  | 9  | 10 |
| 11 | 12 | 13 | 14 | 15 | 16 | 17 |
| 18 | 19 | 20 | 21 | 22 | 23 | 24 |
| 25 | 26 | 27 | 28 | 29 | 30 |    |

| Пн | Вт | Ср | Чт | Пт | Сб | Вс |
|    |    |    |    |    |    | 1  |
| 2  | 3  | 4  | 5  | 6  | 7  | 8  |
| 9  | 10 | 11 | 12 | 13 | 14 | 15 |
| 16 | 17 | 18 | 19 | 20 | 21 | 22 |
| 23 | 24 | 25 | 26 | 27 | 28 | 29 |
| 30 | 31 |    |    |    |    |    |

| Пн | Вт | Ср | Чт | Пт | Сб | Вс |
|    |    | 1  | 2  | 3  | 4  | 5  |
| 6  | 7  | 8  | 9  | 10 | 11 | 12 |
| 13 | 14 | 15 | 16 | 17 | 18 | 19 |
| 20 | 21 | 22 | 23 | 24 | 25 | 26 |
| 27 | 28 | 29 | 30 | 31 |    |    |

| Пн | Вт | Ср | Чт | Пт | Сб | Вс |
|    |    |    |    |    | 1  | 2  |
| 3  | 4  | 5  | 6  | 7  | 8  | 9  |
| 10 | 11 | 12 | 13 | 14 | 15 | 16 |
| 17 | 18 | 19 | 20 | 21 | 22 | 23 |
| 24 | 25 | 26 | 27 | 28 | 29 | 30 |

| Пн | Вт | Ср | Чт | Пт | Сб | Вс |
| 1  | 2  | 3  | 4  | 5  | 6  | 7  |
| 8  | 9  | 10 | 11 | 12 | 13 | 14 |
| 15 | 16 | 17 | 18 | 19 | 20 | 21 |
| 22 | 23 | 24 | 25 | 26 | 27 | 28 |
| 29 | 30 | 31 |    |    |    |    |

| Пн | Вт | Ср | Чт | Пт | Сб | Вс |
|    |    |    | 1  | 2  | 3  | 4  |
| 5  | 6  | 7  | 8  | 9  | 10 | 11 |
| 12 | 13 | 14 | 15 | 16 | 17 | 18 |
| 19 | 20 | 21 | 22 | 23 | 24 | 25 |
| 26 | 27 | 28 | 29 | 30 |    |    |

| Пн | Вт | Ср | Чт | Пт | Сб | Вс |
|    |    |    |    |    | 1  | 2  |
| 3  | 4  | 5  | 6  | 7  | 8  | 9  |
| 10 | 11 | 12 | 13 | 14 | 15 | 16 |
| 17 | 18 | 19 | 20 | 21 | 22 | 23 |
| 24 | 25 | 26 | 27 | 28 | 29 | 30 |
| 31 |    |    |    |    |    |    |

Международный год коралловых рифов.

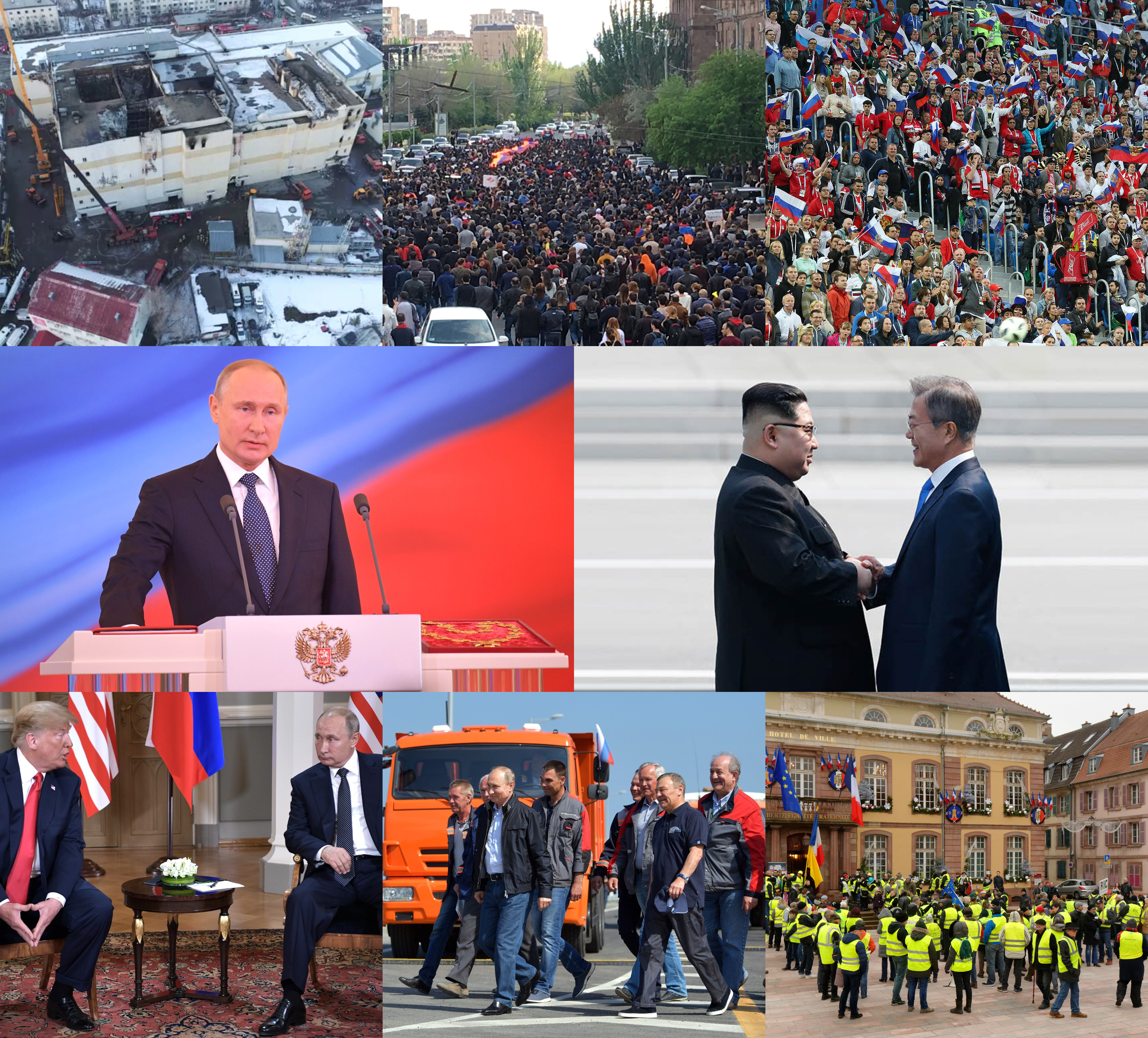
По часовой стрелке сверху слева: пожар в торгово-развлекательном комплексе «Зимняя вишня», Бархатная революция в Армении, Российские болельщики на Чемпионате мира по футболу 2018 в России, Корейские лидеры Ким Чен Ын и Мун Чжэ Ин пожимают друг другу руки во время межкорейского саммита, начало движения жёлтых жилетов во Франции, Владимир Путин на церемонии открытия автодорожной части Крымского моста, Дональд Трамп и Владимир Путин на саммите Россия — США в Хельсинки, инаугурация Владимира Путина на четвёртый срок

Год добровольца (волонтёра) в России.
Год России в Японии и Год Японии в России.
Год малой родины в Беларуси.
Год АДР в Азербайджане.
Год развития регионов в Кыргызстане.
Год поддержки активного предпринимательства в Узбекистане.

## События
См. также: Категория:2018 год

### Январь
- 1 января
  - Начало вещания телеканала «Супер (Далее — Суббота!)».
  - В должность президента Швейцарии вступил Ален Берсе[6].
  - Россия начала председательство в ЕАЭС[7].
  - Болгария начала председательство в Евросоюзе[8].
  - В Казахстане начнётся повышение пенсионного возраста для женского населения[9].
- 2 января — Конституционный суд Молдовы принял решение временно приостановить полномочия президента Игоря Додона на время подписания указа об утверждении кандидатур министров и вице-премьеров[10][11].
- 3 января — из-за урагана «Элеонор» в Европе обесточено более 200 тыс. домов[12].
- 5 января — Конституционный суд Молдовы вновь принял решение временно приостановить полномочия президента Молдовы Игоря Додона на время подписания закона о запрете трансляции СМИ из России[13].
- 8 января — в должность вступила генерал-губернатор Барбадоса Сандра Мейсон[14].
- 9—13 января — Чемпионат мира по хоккею с мячом среди женщин в Чэндэ (КНР). Победу одержала сборная Швеции[15].
- 12 января — в должность вступил генерал-губернатор Сент-Люсии Невилл Сенак[16].
- 12—13 января — первый тур президентских выборов в Чехии. Во второй тур вышли действующий президент Милош Земан и Иржи Драгош[17].
- 15 января — нападение на школу в Перми (15 пострадавших)[18].
- 16 января — один из лидеров косовских сербов, глава движения «Свобода, демократия, правда» Оливер Иванович убит в Косовска-Митровице (Северное Косово)[19].
- 19 января — нападение на школу под Улан-Удэ, 7 человек пострадали (включая нападавшего)[20].
- 20 января — Вооружённые силы Южной Осетии вошли в состав Вооружённых сил Российской Федерации.
- 22 января — в должность вступил президент Либерии Джордж Веа[21].
- 26—28 января — второй тур президентских выборов в Чехии. Победу одержал Милош Земан[22].
- 28 января
  - Президентские выборы в Финляндии[23].
  - Всероссийская «забастовка избирателей»[24] (причиной стал недопуск оппозиционера Алексея Навального к регистрации кандидатом на президентских выборах из-за непогашённой уголовной судимости).
- 28 января — 4 февраля — Чемпионат мира по хоккею с мячом 2018 в Хабаровске (Россия) и Харбине (Китай)[25].

### Февраль
- 1 февраля

Эмблема зимних Олимпийских игр 2018

  - Запуск с космодрома «Восточный» ракеты-носителя «Союз-2.1а». Выведено два космических аппарата «Канопус-В»[26].
  - Вслед за Кувейтом, Катаром и Объединёнными Арабскими Эмиратами, Иордания разорвала дипломатические отношения с Северной Кореей[27].
- 2 февраля — США представили новую ядерную доктрину со времён Холодной войны, в которой отмечены главные страны, представляющие ядерную угрозу. В список ввели Россию, Китай, Иран и Северную Корею[28].
- 6 февраля
  - Состоялся первый тестовый полёт американской ракеты-носителя тяжёлого класса Falcon Heavy[29].
  - В результате землетрясения на Тайване погибли 12 человек, ещё 277 получили повреждения[30].
- 9—25 февраля — Зимние Олимпийские игры 2018 (Пхёнчхан, Республика Корея)[31].
- 11 февраля — самолёт Ан-148, выполнявший рейс из Москвы в Орск, разбился в Подмосковье. На борту самолёта находилось 65 пассажиров и шесть членов экипажа, все они погибли[32].
- 14 февраля
  - Президент ЮАР Джейкоб Зума подал в отставку, из-за обвинений в коррупции[33].
  - Стрельба в средней школе Марджори Стоунман Дуглас, погибло 17 человек, 14 госпитализированы.
- 15 февраля
  - Избран новый президент ЮАР Сирил Рамафоса[34].
  - Произошло частное солнечное затмение, которое можно было увидеть в Антарктиде и Южной Америке[35].
- 16 февраля — землетрясение в Мексике магнитудой 7,2 балла. Погибли 14 человек, около 1 млн домов остались без электроэнергии[36].
- 18 февраля — самолёт ATR 72-200, выполнявший рейс из Тегерана в Ясудж, врезался в гору Динар в горной системе Загрос под городом Семиром в остане Исфахан. Погибли все находившиеся на борту: 60 пассажиров и шесть членов экипажа[37].
- 25 февраля — землетрясение в Папуа-Новой Гвинее магнитудой 7,5 баллов. Погиб 31 человек, ещё более 300 получили ранения[38].

### Март
- 2 марта — парламент Армении избрал президентом бывшего премьер-министра Армена Саркисяна (Саркисян стал первым президентом Армении, выбранным голосованием в парламенте, согласно принятым по результатам референдума 2015 года поправкам к Конституции страны).
- 4 марта
  - Парламентские выборы в Италии[39].
  - Инцидент с отравлением бывшего британского разведчика Сергея Скрипаля и его дочери Юлии Скрипаль в городе Солсбери, приведший к геополитическому разрыву дипломатических отношений между Россией и Великобританией[40].
- 6 марта — авиакатастрофа Ан-26 ВВС РФ вблизи аэродрома Хмеймим; все 39 человек на борту погибли.
- 9 марта — запуск из Гвианского космического центра ракеты-носителя «Союз-СТ-Б» с космическим аппаратом O3b F4[41].
- 9—18 марта — Зимние Паралимпийские игры 2018 (Пхёнчхан, Республика Корея)[42].
- 11 марта — в должность президента Чили вступил Себастьян Пиньера (также был президентом страны в 2010—2014 годах)[43].
- 18 марта — выборы президента России[44][45]; победу одержал действующий президент Владимир Путин[46].

Выборы президента России. Результаты Владимира Путина по федеральным субъектам

- 19 марта — в должность президента Тринидада и Тобаго вступила Пола-Мэй Уикс[47].
- 21 марта — запуск с космодрома «Байконур» транспортного пилотируемого корабля «Союз МС-08»[48].
- 25 марта — пожар в торговом центре «Зимняя вишня» в Кемерово, 60 погибших[49].
- 26—28 марта — президентские выборы в Египте[50].

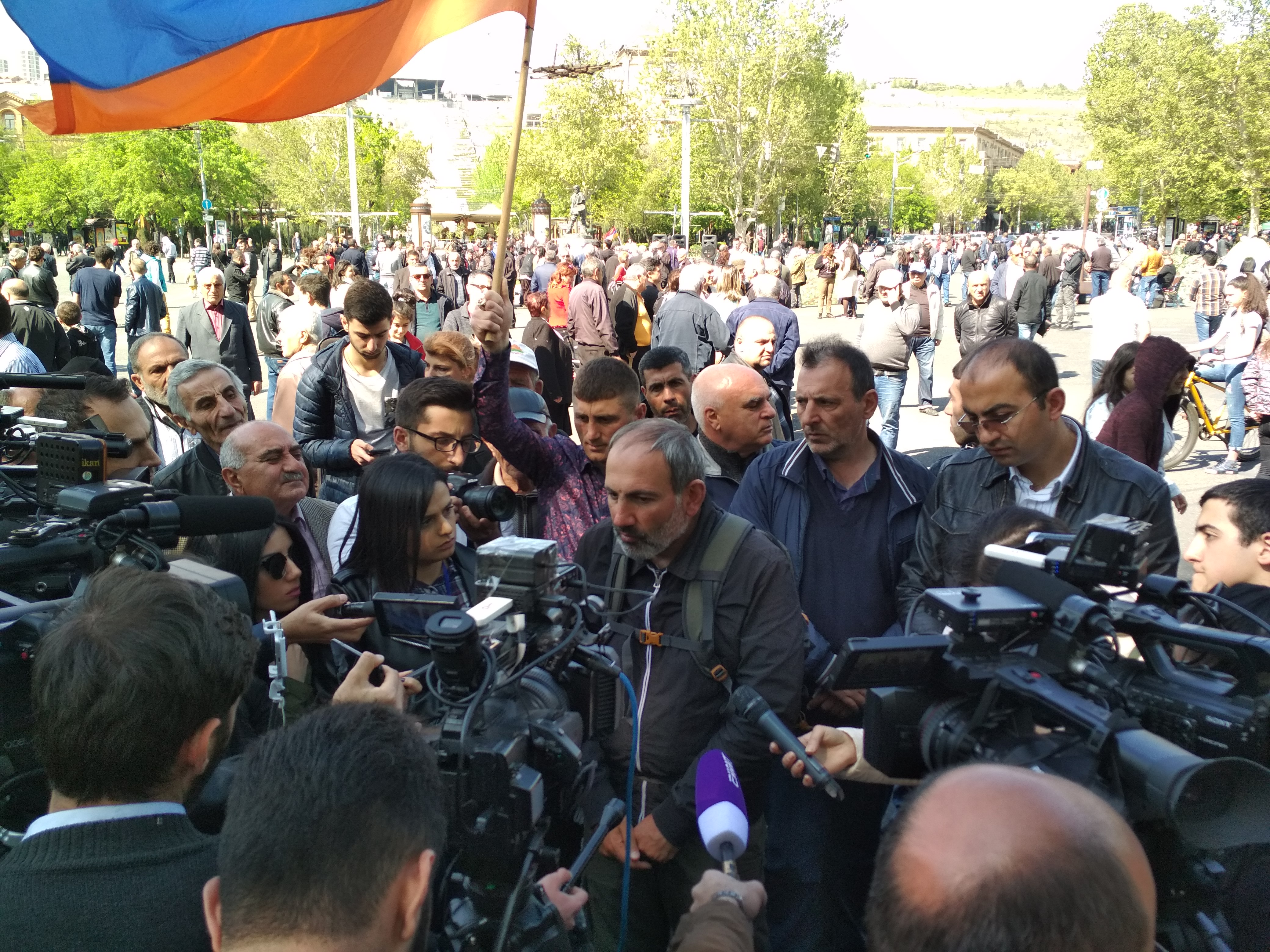
Бархатная революция в Армении

### Апрель
- 4—15 апреля — Игры Содружества (Голд-Кост, Австралия)[51].
- 8 апреля — всеобщие выборы в Венгрии[52].
- 9 апреля — Армен Саркисян вступил в должность президента Армении[53].
- 11 апреля
  - Президентские выборы в Азербайджане[54]; победу одержал действующий президент Ильхам Алиев.
  - Катастрофа Ил-76 под Буфариком, ставшая крупнейшей в истории Алжира; погибли 257 человек.
- 13 апреля — 8 мая — Бархатная революция в Армении.
- 14 апреля — серия ракетных ударов коалиции США, Великобритании и Франции по ряду военных и гражданских объектов в Сирии, совершённый как ответ на возможную химическую атаку, совершённую в городе Дума в Восточной Гуте.
- 15 апреля — президентские выборы в Черногории, победу одержал Филип Вуянович.
- 19—29 апреля — чемпионат мира по хоккею с шайбой среди юниорских команд 2018 в Челябинске и Магнитогорске (Россия)[55].
- 19 апреля — глава Госсовета Кубы Рауль Кастро ушёл в отставку[56]; новым главой государства стал Мигель Диас-Канель[57].
- 23 апреля — премьер-министр Серж Саргсян подал в отставку[58].
- 27 апреля — саммит лидеров Северной и Южной Корей в пограничном пункте переговоров Пханмунджом[59].
- 30 апреля — 6 мая — чемпионат Европы по спортивной борьбе 2018 в Каспийске (Россия)[60].

### Май
- 4—20 мая — чемпионат мира по хоккею с шайбой 2018 в Копенгагене и Хернинге (Дания)[61].
- 5 мая — НАСА США отправила на Марс миссию InSight[62].
- 6 мая — парламентские выборы в Ливане[63].
- 7 мая — Владимир Путин повторно вступил в должность президента.
- 8 мая — Никол Пашинян избран премьер-министром Армении[64].
- 8—12 мая — Евровидение-2018 (Лиссабон, Португалия)[65]. Победу одержала израильская певица Нетта Барзилай[66].
- 14 мая — открылось посольство США в Иерусалиме[67].
- 16 мая — открытие Крымского моста (для движения легковых автомобилей и общественного транспорта)[68].

- 17 мая

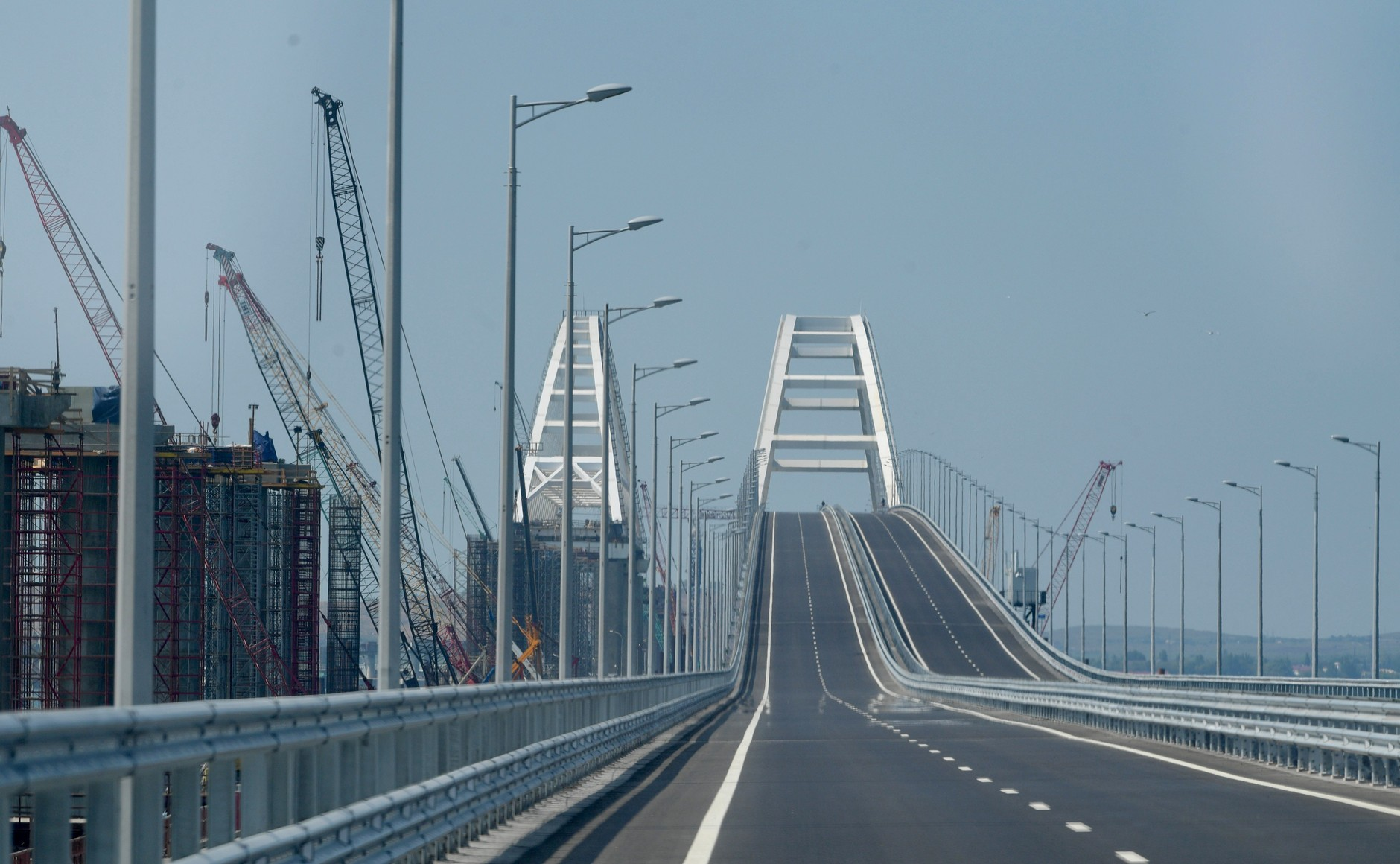
Открытие Крымского моста (для автомобильного движения)

  - Джина Хаспел стала первой в истории женщиной-главой ЦРУ США[69].
  - В Китае впервые испытали коммерческую девятиметровую ракету OS-X компании OneSpace, способную доставлять до 800 кг полезного груза на высоту 800 км над поверхностью Земли[70].
- 18 мая — катастрофа Boeing 737 в Гаване[71].
- 19 мая — состоялась свадьба принца Гарри и Меган Маркл в Великобритании[72].
- 20 мая — в должность президента Черногории вступил Мило Джуканович (также был президентом в 1998—2002 годах)[73].
- 24 мая — КНДР демонтировала ядерный полигон Пунгери[74].
- 26 мая — состоялась вторая встреча лидеров Северной и Южной Корей[75].

### Июнь

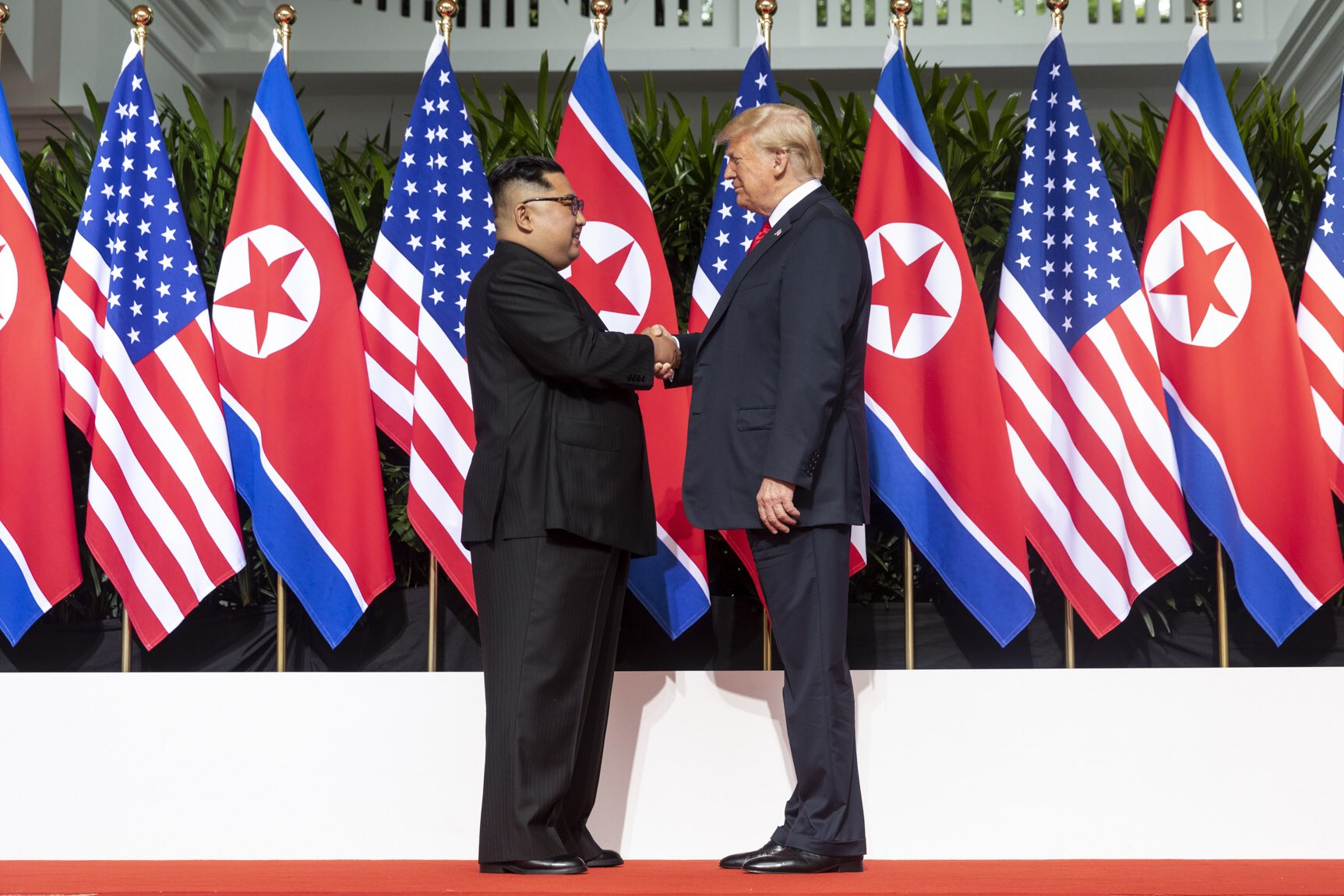
Первая встреча лидеров КНДР и США в Сингапуре

- 1 июня — Россия возглавила Совет Безопасности ООН[76].
- 3 июня — досрочные парламентские выборы в Словении[77].
- 12 июня — первая в истории встреча лидеров США и КНДР в Сингапуре[78].
- 14 июня—15 июля — чемпионат мира по футболу (Россия)[79]. Чемпионами мира во второй раз стала сборная Франции, обыграв в финале сборную Хорватии[80][81][82].
- 24 июня
  - Президентские и парламентские выборы в Турции. Победу одержали действующий президент Реджеп Тайип Эрдоган и возглавляемая им Партия справедливости и развития.
  - В Саудовской Аравии официально вступил в силу королевский указ о снятии запрета на вождение автомобиля женщинам[83].
- 26 июня — в южнокорейском аэропорту Кимпхо столкнулись два самолёта, в результате столкновения никто не пострадал[84].

### Июль

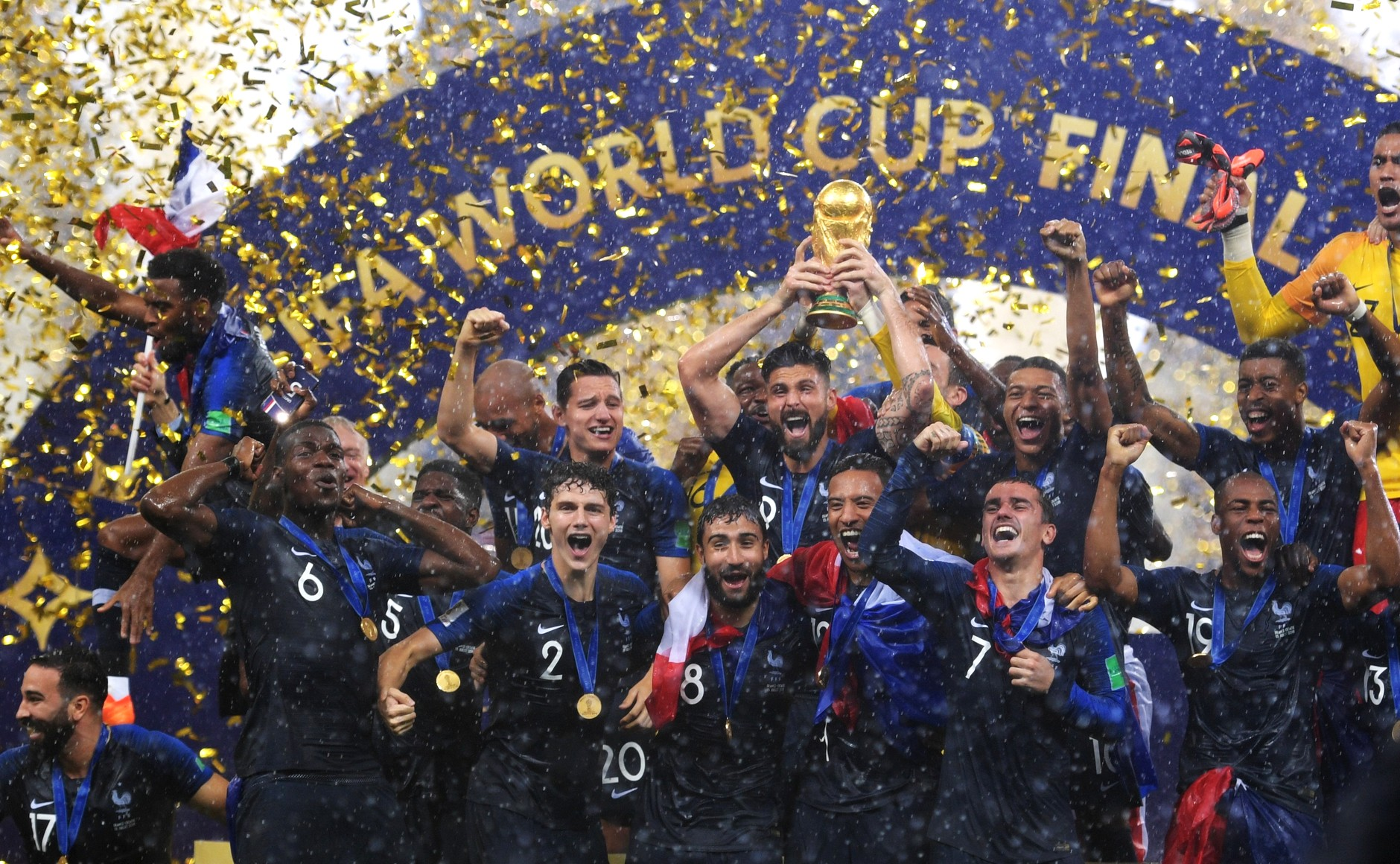
Игроки сборной Франции по футболу поднимают трофей 21-го чемпионата мира по футболу в России

- 13 июля — в Австралии и Антарктиде наблюдалось частное солнечное затмение[85]
- 16 июля — состоялась первая полноформатная встреча между президентом России Владимиром Путиным и президентом США Дональдом Трампом в столице Финляндии Хельсинки[86].
- 25—27 июля — в ЮАР состоялся X саммит БРИКС.

### Август
- 3 августа — президент России Владимир Путин подписал закон о повышении с 1 января 2019 года НДС с 18 % до 20 %[87].
- 11 августа — частичное солнечное затмение[35].
- 12 августа — НАСА запустило солнечный зонд «Паркер» для изучения внешней короны Солнца и солнечного ветра.
- 14 августа — обрушение моста Понте-Моранди в Генуе, Италия.
- 18 августа — 2 сентября — Летние Азиатские игры (Джакарта и Палембанг, Индонезия)[88].

### Сентябрь
- 2—8 сентября — Всемирные игры кочевников[89].
- 7 сентября — Константинопольский патриархат вмешался в церковную ситуацию на Украине: патриарх Варфоломей отправил на Украину двоих экзархов, де-факто запустив процесс создания на Украине автокефальной церкви на основе «Киевского патриархата». РПЦ расценила эти действия как раскол Православной церкви[90][91][92].
- 9 сентября
  - Единый день голосования в России[93].
  - Парламентские выборы в Швеции.
- 16 сентября — второй тур выборов губернатора Приморского края; результаты выборов в результате признаны недействительными и были отменены в связи с допущенными во время выборов фальсификациями.
- 17 сентября — катастрофа Ил-20 в Сирии. Все 15 членов экипажа погибли.
- 20—27 сентября — чемпионат мира по дзюдо в Баку (Азербайджан)[94].
- 23 сентября — 6 октября — Всемирная шахматная олимпиада 2018 года в Батуми (Грузия)[95].
- 28 сентября
  - Землетрясение и цунами на Сулавеси, Индонезия.
  - Энергоблок № 4 Ростовской АЭС введён в промышленную эксплуатацию[96].
- 30 сентября — референдум в Македонии об одобрении договора с Грецией о переименовании республики ради вступления в Европейский союз и НАТО; в итоге, несмотря на подавляющее количество проголосовавших за соглашение (из тех, кто пришёл на участки), референдум признан несостоявшимся в связи с низкой явкой.

### Октябрь
- 1 октября — открыто движение большегрузных автомобилей (разрешённая максимальная масса которых превышает 3,5 тонны) по Крымскому мосту в оба направления[97].
- 2 октября — убийство журналиста Джамаля Хашогги в консульстве Саудовской Аравии в Стамбуле, вызвавшее рост напряжённости в отношениях Саудовской Аравии с Турцией, США и другими странами.
- 3 октября
  - Аркадий Дворкович избран президентом Международной шахматной федерации (ФИДЕ).
  - Президент России Владимир Путин подписал Федеральный закон о внесении изменений в пенсионное законодательство, среди которых — повышение пенсионного возраста[98][99].
- 6—18 октября — III Летние юношеские Олимпийские игры (Буэнос-Айрес, Аргентина)[100].
- 6 октября — бой между Хабибом Нурмагомедовым и Конором Макгрегором на турнире по смешанным единоборствам UFC 229 в Парадайсе, штат Невада, на котором Нурмагомедов одержал победу и защитил титул чемпиона UFC в легковой весовой категории.
- 7 октября — всеобщие выборы в Бразилии; во второй тур выборов вышли кандидаты в президенты Бразилии Жаир Болсонару и Фернанду Аддад.
- 11 октября
  - Авария пилотируемого космического корабля «Союз МС-10» во время запуска с космодрома «Байконур»; космонавт Алексей Овчинин и астронавт Тайлер Хейг не пострадали[101].
  - Синод Константинопольского патриархата официально объявил о начале предоставления автокефалии православной церкви на Украине, в частности, сняв наложенную Русской православной церковью анафему на лидеров канонически непризнанных «Киевского патриархата» и УАПЦ[уточнить] Филарета и Макарий, отменив решение от 1696 года по присоединению Киевской митрополии к Московскому патриархату и восстановив тем самым свою ставропигию[102][103].
- 15 октября — разрыв евхаристического общения Русской православной церкви с Константинопольским патриархатом: на первом за пределами России заседании Священного синода, прошедшем в Минске, Русская православная церковь полностью прекратила евхаристическое общение с Константинопольским патриархатом в ответ на действия КПЦ по предоставлению автокефалии православной церкви на Украине[104][105].
- 16 октября — завершение основных строительных работ и разрешение на ввод эксплуатацию «Лахта-центра» — самого высокого небоскрёба в России и Европе, официальной штаб-квартиры «Газпром нефти»[106][107][108].
- 17 октября — массовое убийство в Керченском политехническом колледже; 21 человек (включая убийцу) убит, более 50 раненых.
- 20 октября — с космодрома Куру во французской Гвиане стартовала ракета-носитель Ariane 5 с совместной космической автоматической миссии BepiColombo Европейского космического агентства (EKA) и Японского агентства аэрокосмических исследований (JAXA) BepiColombo по изучению Меркурия[109].
- 23 октября — генеральный секретарь ЦК КПВ Нгуен Фу Чонг избран Президентом Вьетнама.
- 25 октября — Сахле-Ворк Зевде избрана Президентом Эфиопии, став первой женщиной на этом посту в истории.
- 28 октября
  - Первый тур президентских выборов в Грузии[110]; во второй тур вышли Саломе Зурабишвили и Григол Вашадзе.
  - Второй тур выборов Президента Бразилии; победу одержал ультраправый кандидат Жаир Болсонару.
- 29 октября — авиакатастрофа Boeing 737 авиакомпании Lion Air в районе Джакарты; 189 погибших.
- 31 октября — в индийском штате Гуджарат состоялось открытие Статуи Единства (статуи Валлабхаи Пателя), самой большой статуи в мире[111].

### Ноябрь
- 4 ноября — референдум о независимости Новой Каледонии. Большинство проголосовало против.
- 6 ноября — промежуточные выборы сенаторов США[112].
- 8—9 ноября — XV Форум межрегионального сотрудничества Казахстана и России (Петропавловск, Казахстан).
- 25 ноября — инцидент в Керченском проливе.
- 28 ноября — второй тур президентских выборов в Грузии, победу одержала Саломе Зурабишвили, ставшая первой в истории Грузии женщиной на посту президента и вместе с тем ставшая последним всенародно избранным президентом Грузии.
- 29 ноября — 16 декабря — чемпионат Европы по гандболу среди женщин (Франция)[113].

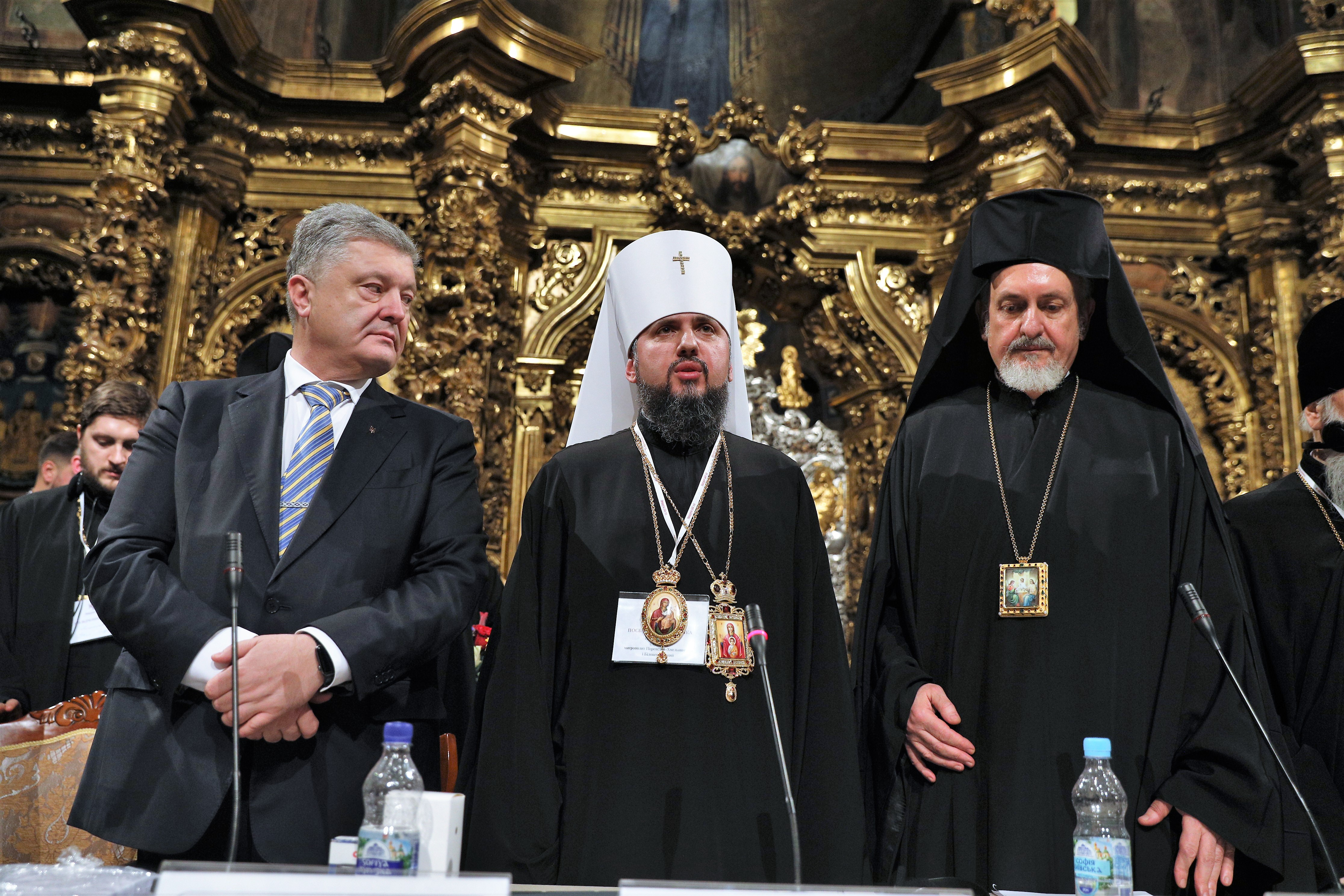
Объединительный собор Украинской православной церкви

### Декабрь
- 1 декабря — Лопес Обрадор официально вступил в должность президента Мексики.
- 3 декабря — президент Молдовы Игорь Додон временно отстранён от должности.
- 13 декабря — в Анкаре сошёл с рельсов скоростной поезд, погибли 9 человек, 46 пострадали.
- 15 декабря — раскол православной церкви: в Софийском соборе Киева прошёл объединительный собор с участием неканонических Киевского патриархата и УАПЦ[уточнить], а также президента Украины Петра Порошенко, на котором объявили о создании новой Православной церкви Украины, подконтрольной Константинопольскому патриархату; каноническая УПЦ МП и Русская православная церковь отказались признавать новообразованную церковь и не принимали участие в соборе[114].
- 16 декабря — в Телави состоялась торжественная церемония вступления в должность президента Грузии Саломе Зурабишвили.
- 22 декабря — цунами в Зондском проливе, вызванное извержением вулкана Анак-Кракатау; 437 человек погибли.
- 30 декабря — всеобщие выборы в Демократической Республике Конго.
- 31 декабря — обрушение подъезда жилого дома в Магнитогорске, спровоцированное взрывом бытового газа. Погибло 39 человек.

## Персоны года
Человек года по версии журнала Time — «Стражи» — журналисты, подвергающиеся гонениям за свои взгляды и деятельность.

## Родились
- 9 марта — Адриенна, принцесса Швеции, Герцогиня Блекинге.
- 23 апреля — Луи Кембриджский, третий ребёнок герцога Кембриджского Уильяма и герцогини Кембриджской Кэтрин.

## Скончались
- 30 декабря — Дон Ласк, американский аниматор, режиссёр, режиссёр анимации и аниматор персонажей.